# Фрейзісбург (Огайо)
Фрейзісбург (англ. Frazeysburg) — селище (англ. village) в США, в окрузі Маскінґам штату Огайо. Населення — 1354 особи (2020).

## Географія
Фрейзісбург розташований за координатами 40°7′6″ пн. ш. 82°7′2″ зх. д. / 40.11833° пн. ш. 82.11722° зх. д. (40.118234, -82.117140).  За даними Бюро перепису населення США в 2010 році селище мало площу 2,39 км², уся площа — суходіл.

## Демографія
Згідно з переписом 2010 року, у селищі мешкало 1326 осіб у 525 домогосподарствах у складі 369 родин. Густота населення становила 554 особи/км².  Було 592 помешкання (247/км²).
Расовий склад населення:
| - 97,6 % — білих - 0,3 % — азіатів - 0,2 % — корінних американців - 0,1 % — чорних або афроамериканців |

До двох чи більше рас належало 1,7 %. Частка іспаномовних становила 0,5 % від усіх жителів.
За віковим діапазоном населення розподілялося таким чином: 27,5 % — особи молодші 18 років, 58,8 % — особи у віці 18—64 років, 13,7 % — особи у віці 65 років та старші. Медіана віку мешканця становила 35,4 року. На 100 осіб жіночої статі у селищі припадало 91,3 чоловіків;  на 100 жінок у віці від 18 років та старших — 85,0 чоловіків також старших 18 років.
Середній дохід на одне домашнє господарство  становив 43 457 доларів США (медіана — 36 797), а середній дохід на одну сім'ю — 47 673 долари (медіана — 43 393). Медіана доходів становила 33 571 долар для чоловіків та 25 303 долари для жінок. За межею бідності перебувало 17,9 % осіб, у тому числі 22,8 % дітей у віці до 18 років та 10,1 % осіб у віці 65 років та старших.
Цивільне працевлаштоване населення становило 663 особи. Основні галузі зайнятості: роздрібна торгівля — 24,4 %, виробництво — 18,1 %, освіта, охорона здоров'я та соціальна допомога — 16,1 %.